# دكتور برين
دكتور برين (هانغل: Dr. 브레인)؛ هو مسلسل كوري جنوبي من كتابة وإخراج وانتاج كيم جي وونغ، المسلسل مبني على ويبتونز يحمل نفس الاسم، يعرض على منصة أبل تي في + من 4 نوفمبر 2021.

## روابط خارجية
دكتور برين على موقع IMDb (الإنجليزية)
- دكتور برين على موقع ميتاكريتيك (الإنجليزية)
- دكتور برين على موقع روتن توميتوز (الإنجليزية)
- دكتور برين على موقع كينوبويسك (الروسية)
- دكتور برين على موقع ألو سيني (الفرنسية)
- دكتور برين على موقع قاعدة بيانات الفيلم (الإنجليزية)